# ASK Riga
Maillots
L’ASK Riga (letton : Armijas Sporta Klubs, Club sportif de l'Armée) était un club de basket-ball letton basé à Riga. 
Fondé à la fin des années 1920, le club a marqué l'histoire du basket-ball européen en remportant les trois premières éditions de la Coupe d'Europe des clubs champions de 1958 à 1960. 
Disparu en même temps que la dislocation de l'Union soviétique en 1991, le club est réapparu brièvement au début du XXIe siècle avant sa disparition définitive en 2009.

## Historique

### Une reconnaissance nationale
Créé à la fin des années 1920, l’ASK Riga évolue dans la deuxième division du championnat de Lettonie lors de la saison 1929-1930. Ce n'est qu'en 1932 que le club accède à la première division, finissant cinquième du championnat letton.
La Lettonie remporte le tout premier championnat d'Europe de basket-ball en 1935 avec deux joueurs de l'ASK, Mārtiņš Grundmanis et Jānis Lidmanis, indiquant déjà l'importance que prendrait le club. Lors de l'EuroBasket 1939, l'équipe nationale médaillée d'argent aligne six joueurs de l'ASK Riga.
Le club manque le titre national à deux occasions en perdant en finale face au club de Starts en 1938 et 1939 avant de remporter coup sur coup le titre en 1940 et 1941.

### Domination continentale
L'ascension du club fut encore plus importante la décennie suivante en grande partie grâce à l'apport du pivot letton Jānis Krūmiņš (2,18 m) et de l'entraîneur soviétique Aleksandr Gomelski. Avec l'aide des arrières Valdis Muižnieks et Maigonis Valdmanis, ils mènent l'ASK Riga à son apogée. Le club remporte ainsi le titre letton en 1953 (sans Krūmiņš) et 4 titres de champion d'Union soviétique consécutifs de 1955 à 1958 avec Krūmiņš dans un rôle de pivot dominant à l'image de Bill Russell en NBA.
C'est cependant sur la scène européenne que le club devient incontournable en remportant les trois premières éditions de la Coupe d'Europe des clubs champions (future Euroligue). L'ASK Riga défait ainsi par deux fois le club bulgare Lukoil Academic en 1958 et 1959, et le club géorgien Dinamo Tbilissi en 1960. Ce triplé historique n'est égalé que par le club yougoslave de Split entre 1989 et 1991. En 1961, l'ASK Riga échoue en finale face au club soviétique montant CSKA Moscou. C'est la dernière apparition de l'ASK Riga en coupe d'Europe jusqu'aux années 2000.

### Déchéance et brève renaissance
Privé de compétition européenne, le club continua à afficher de bonnes performances dans le championnat soviétique en terminant deuxième en 1962, troisième en 1963 et encore second en 1964. Cependant, ses joueurs majeurs quittèrent le club progressivement, laissant le club jouer le milieu de tableau du championnat. Le club est même descendu en deuxième division en 1970 et l'ASK continua à évoluer entre les deux championnats entre montées et descentes jusqu'à la dislocation de l'Union soviétique en 1991.
Un championnat letton fut recréé mais sans la participation de l'ASK Riga lors des quinze premières éditions. Le début des années 2000 vit la domination du VEF Riga sur le championnat national avec 7 titres consécutifs de 2000 à 2006. En 2004 un nouveau club se fonde à Riga sous le nom de BK Riga qui récupère les droits sportifs et procède à la renaissance de l’ASK Riga en mars 2006, sous l'impulsion du conseil municipal de Riga, des forces armées nationales et de mécènes influents. Le club finit troisième du championnat national lors de la saison 2005-2006 et remporte à nouveau le titre lors de la saison suivante.
Le club est alors appelé à rejouer un rôle majeur en Europe et accueille même le match d'ouverture de la Coupe ULEB 2007-2008, revisitant les deux premières finales de la Coupe d'Europe des clubs champions entre l'ASK Riga et le Lukoil Academic. Cependant, malgré des résultats encourageants dans les compétitions auxquelles il participe (ligue lettonne, ligue baltique, EuroCoupe), le club éprouve des difficultés financières et effectue sa dernière saison en 2008-2009 avant sa liquidation.

## Palmarès
International
- Vainqueur de la Coupe d'Europe des clubs champions : 1958, 1959, 1960
- Finaliste de la Coupe d'Europe des clubs champions : 1961

National - Lettonie
- Champion de Lettonie : 1940, 1941, 1953, 2007

National - URSS
- Champion d'URSS : 1955, 1956, 1957, 1958

## Joueurs et entraîneurs marquants
- - Aleksandr Gomelsky (entraîneur)
- - Jānis Krūmiņš
- - Valdis Muižnieks
- - Maigonis Valdmanis
- Corey L. Brewer
- Kaspars Cipruss
- Dāvis Bertāns
- Valdis Valters
- Darius Lukminas

## Salle
Entre 2006 et 2009, le club évoluait au sein de l'Arena Riga, salle de 12 500 places, en commun avec le club de basket-ball BK Barons et le club de hockey sur glace du Dinamo Riga.